# Bulbophyllum subsessile
Bulbophyllum subsessile là một loài phong lan thuộc chi Bulbophyllum.